# ミッドランド鉄道
ミッドランド鉄道（ミッドランドてつどう、英語: Midland Railway、略称MR）は、1844年から1922年まで存在していたイギリスの鉄道会社で、同年合併してロンドン・ミッドランド・アンド・スコティッシュ鉄道となった。
ミッドランド鉄道は、イースト・ミッドランズを中心とした広大な鉄道網を有しており、本社をダービーに置いていた。当初はリーズとロンドンのセント・パンクラス駅をイースト・ミッドランズ経由で、現在のミッドランド本線となる路線により結び、さらにイースト・ミッドランズをバーミンガム・ブリストル・ヨーク・マンチェスターなどと結ぶ路線を建設した。1922年の四大グループ化以前の鉄道としては唯一イングランド・スコットランド・ウェールズ・アイルランドのすべてに路線を持ち、ブリテン諸島においてグレート・ウェスタン鉄道およびロンドン・アンド・ノース・ウェスタン鉄道に続く3番目の鉄道網を有する会社であり、イギリス最大の石炭輸送会社であり、ロンドン以外に本社を置くイギリスの鉄道会社としては最大で、1907年にグレート・セントラル鉄道がロンドンに本社を移して以降ではロンドンに本社をおかずにロンドンまでの営業を行う唯一の鉄道会社で、南部イングランドや南部ウェールズに直接運行する北部に本社を置く唯一の鉄道会社であった。

## 創業
ミッドランド・カウンティーズ鉄道、ノース・ミッドランド鉄道、バーミンガム・アンド・ダービー・ジャンクション鉄道の合併を認可するミッドランド鉄道合併法 (Midland Railway Consolidation Act) は1844年に議会を通過した。これらの会社はダービー駅で接続しており、後にここにはミッドランド鉄道の機関車・客車・貨車の修理工場が置かれた。

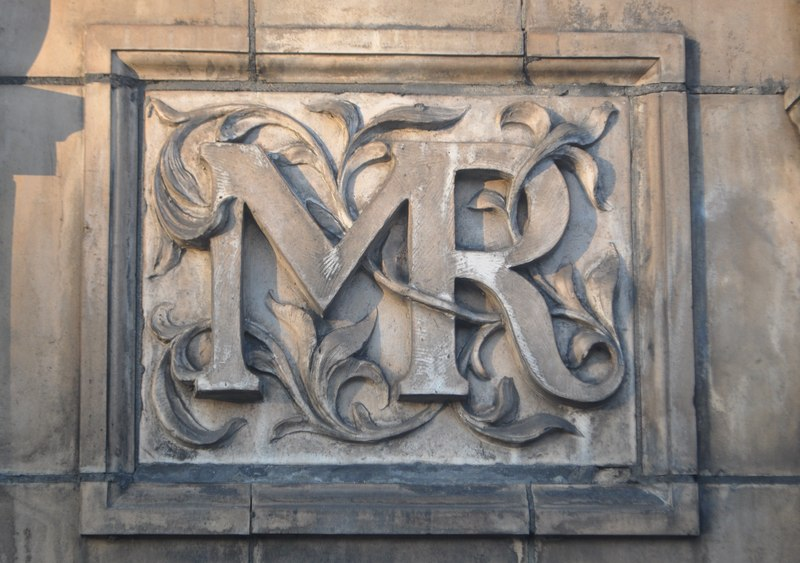
ミッドランド鉄道ロゴマーク

ミッドランド鉄道を率いるのは、ノース・ミッドランド鉄道出身で活発だが恥知らずなジョージ・ハドソンと、ミッドランド・カウンティーズ鉄道出身で完全に非の打ち所の無い注意深い実業家であったジョン・エリスであった。バーミンガム・アンド・ダービー・ジャンクション鉄道出身のジェームズ・オールポートは、ハドソンの鉄道帝国の外に出てヨーク・ニューカッスル・アンド・バーウィック鉄道 (York, Newcastle and Berwick Railway) に移ったが、後に戻ってきた。
ミッドランド鉄道は、ロンドンとスコットランドを結ぶ2本の主要幹線の分岐点にあたるダービーに本社を置くことで、支配的な地位を保持していた。これは南側でロンドン・アンド・バーミンガム鉄道と、北部でヨークからのヨーク・アンド・ノース・ミッドランド鉄道と接続することによっていた。

## 合併
ミッドランド鉄道はすぐに、1845年にシェフィールド・アンド・ロサーハム鉄道およびエリーウォッシュ・バレー線を買収し、後者によりノッティンガムシャーやダービーシャーの炭田へとつながった。1847年にマンスフィールド・アンド・ピンクストン鉄道を吸収し、チェスターフィールドとロング・イートンのトレント駅の間を建設して接続を図って、最終的に1862年にチェスターフィールドまで開通して、主な収入源となる炭田へと接続した。シェフィールドからの旅客は、1870年に直接経路となる路線が開通するまではロサーハム・マスバラ駅の利用を続けた。
その間、1846年にレスター・アンド・スワニントン鉄道をまず買収し、それから1849年にこの線をバートンまで延長することで、レスターシャーの炭田へも影響力を及ぼした。

## 南北路線
合併後、ロンドン行きの列車は距離の短いミッドランド・カウンティーズ鉄道の経路に移された。かつてのバーミンガム・アンド・ダービー・ジャンクション鉄道の路線には、当時はまだ重要な海港であったバーミンガムとブリストルまでの列車が残された。ダービーからの、1839年に建設された当初の経路は、ハンプトン＝イン＝アーデン駅を通らなければならなかったが、1842年にローリー・ストリート駅をまず建設し、続いて1851年にミッドランド鉄道はカーゾン・ストリート駅へ運行するようになった。
南への路線はバーミンガム・アンド・ブリストル鉄道 で、キャンプ・ヒル駅を経由してカーゾン・ストリート駅へ到達していた。この路線は、標準軌のバーミンガム・アンド・グロスター鉄道と、広軌のブリストル・アンド・グロスター鉄道の合併によって成立した。
両者はグロスターにおいて、チェルトナム・アンド・グレート・ウェスタン・ユニオン鉄道を介して接続していた。軌間の違いは、グロスターにおいてすべてを列車間で積み替えなくてはいけないということを意味し、混乱をきたしていた。さらに、チェルトナム・アンド・グレート・ウェスタン・ユニオン鉄道はグレート・ウェスタン鉄道の傘下にあり、グレート・ウェスタン鉄道はブリストルからバーミンガムへの路線を買収することによって鉄道網を拡張しようと考えていた。両者が価格を巡って争っている間に、ミッドランド鉄道のジョン・エリスは、バーミンガム・アンド・ブリストル鉄道の重役2人がロンドンへの列車において事業について議論しているのを聞きつけ、彼の独断でミッドランド鉄道はグレート・ウェスタン鉄道が提示する以上の額を出すと保証した。
グレート・ウェスタン鉄道の延伸はカーゾン・ストリート駅へ広軌の路線が到達することを意味し、さらにマージーまで延長する可能性もあることであったため、他の標準軌の鉄道会社も避けたいことであり、それがどんな損害をもたらすことになろうとミッドランド鉄道がこの鉄道を買収することを支援すると誓った。この事件で、後のロンドン・アンド・ノース・ウェスタン鉄道にとって必要であったのは、バーミンガム・ニューストリート駅が1854年に開業した際にミッドランド鉄道の乗り入れを認めることだけであった。この時点で、ローリー・ストリート駅は貨物駅となった。

## 東部での競争
先述したように、ミッドランド鉄道はロンドンから北東部やスコットランドへのすべての輸送を支配下においていた。ロンドン・アンド・ノース・ウェスタン鉄道は湖水地方でゆっくりと建設を進めていた。一方でロンドンとヨークを直接結ぶ路線を建設する圧力もあった。ノーザン・アンド・イースタン鉄道がピーターバラからリンカンまで建設する許可を得たが、ようやくケンブリッジまでを完成させることができただけであった。
ミッドランド地方において大きな延長路線としては、ノッティンガムからリンカンまでと、レスターからピーターバラまでがあった。これは計画されていたものではなかったが、ハドソンはこの線を他社への理想的な妨害線とみなした。つまり、こうした都市に鉄道が伸びれば、他の路線を建設するのを正当化するのは難しくなるだろうということである。これらの路線は、直行路線がまだ議会にかけられる前に認可を得て、現在のノッティンガム-リンカン線とシストン・アンド・ピーターバラ線となった。
リーズ・アンド・ブラッドフォード鉄道は1844年に認可を得た。1850年時点でこの鉄道会社は損失を出していたが、多くの鉄道が買収しようとしていた。ハドソンは多かれ少なかれ自身の責任において買収提案をし、これによりミッドランド鉄道は後にセトル-カーライル線となる北部への出口を得ることになった。これに加えて、リーズ・ウェリントン駅というかなり便利な駅も手に入れた。

## ハドソンの背信
ハドソンがミッドランド鉄道やその他の鉄道のために反対していたにもかかわらず、エドムンド・デニソン (Edmund Denison) 率いる新しいロンドン・アンド・ヨーク鉄道（後のグレート・ノーザン鉄道）はしつこく主張し続け、1846年に設立を許可する法案が議会を通過した。
ハドソンはここに来て忠誠の先を変更し、自身の所有するヨーク・アンド・ノース・ミッドランド鉄道をノッティングリーへと接続する短い線の建設を推進した。これは表向きは採石用の路線とされていたが、グレート・ノーザン鉄道がヨークに接続しやすくするものであった。
ハドソンの背信は、ミッドランド鉄道の経営陣を激怒させた。経営陣がハドソンを排除したことは世間の関心をひきつけ、ハドソンの財務状況に関する異なる側面について問われるようになった。おそらく運河以外では、19世紀初めまで鉄道にその規模と資本の面で匹敵する会社は存在していなかった。会社法は未発達で、多くの人間がそれを利用していた。ハドソンが鉄道の発達を大いに促進したことには疑いがないが、彼の財務的な慣行はしばしば胡散臭いものであった。最終的に彼は信用を失い、パリで貧困のうちに引退することになった。
ハドソンの離反後、ミッドランド鉄道は財務的な困難に直面した。グレート・ノーザン鉄道法案に反対するのは莫大な費用がかかり、多くの保線作業が延期されたままになっており、リンカンやピーターバラへの路線はまだ建設費を払い続けなければならなかった。これに加えて、ミッドランド鉄道はラグビーからロンドンまでの輸送をロンドン・アンド・ノース・ウェスタン鉄道に依存していたので、グレート・ノーザン鉄道に多くの輸送を奪われてしまった。
ジョン・エリスが会社の財務を管理していたおかげで、財務に不適当なところはなく、ミッドランド鉄道がこの状況をしのいで後に繁栄したのは、彼の商才によるものであった。
彼は、旅客輸送の面で競争するよりもむしろ、グレート・ノーザン鉄道およびマンチェスター・シェフィールド・アンド・リンカンシャー鉄道の両者に対して有利な立場にあった石炭輸送の面に集中することにした。ヨークシャー炭田には多くの路線が接続しており他社の侵食に抗さなければならなかったが、ノッティンガムシャー炭田やダービーシャー炭田に対してはほぼ独占を形成しており、こうした炭田は30マイルかそれ以上ロンドンに近かったのである。

## ノッティンガムの戦い
1851年に、アンバーゲート・ノッティンガム・ボストン・アンド・イースタン・ジャンクション鉄道がグランサムから、ミッドランド鉄道のノッティンガム駅への支線が分岐するコルウィックまでの路線を完成させた。それ以降グレート・ノーザン鉄道はグランサムを経由するようになり、両社とも新たにできた会社に対して言い寄るようになった。一方で、ノッティンガムはその支線分岐の位置づけから重要となり、拡張が期待されるようになった。ミッドランド鉄道は買収提案を出したが、結果的にはグレート・ノーザン鉄道の株主がアンバーゲート・ノッティンガム・ボストン・アンド・イースタン・ジャンクション鉄道の株を大量に買い集めていたことがわかった。しかしこの路線をグレート・ノーザン鉄道に合併する試みは、エリスが裁判に訴えて何とかグレート・ノーザン鉄道がノッティンガムに入ってくるのを防ぐ命令を取り付けたために挫折させられた。しかしこれにもかかわらず、この鉄道は1851年にはさらに北へ延伸し、これにはノッティンガムを含んでいた。ノッティンガムへ同社の列車が初めて走ったのは1852年のことであったが、前後をミッドランド鉄道の機関車に誘導されて、古い車庫へ連れて行かれ、そこで前後の線路を剥がされてしまうという目に遭った。

## ユーストン広場連合
ロンドン・アンド・バーミンガム鉄道とその後身であるロンドン・アンド・ノース・ウェスタン鉄道は2つの方面からの圧力を受けていた。まず、グレート・ウェスタン鉄道はバーミンガム進出の試みをミッドランド鉄道によって挫折させられていたが、なおマンチェスター進出を伺っていた。同時にロンドン・アンド・ノース・ウェスタン鉄道は、マンチェスター・シェフィールド・アンド・リンカンシャー鉄道によってマンチェスター進出を図るグレート・ノーザン鉄道の脅威にさらされてもいた。
ロンドン・アンド・ノース・ウェスタン鉄道は、有能だがまったく恥知らずで無法なマーク・ヒューイッシュが率いていた。まず彼は、ミッドランド鉄道の悪い財務状態を見て合併を提案したが、エリスはよりよい条件を求めて拒絶した。そこで彼はマンチェスター・シェフィールド・アンド・リンカンシャー鉄道とミッドランド鉄道とでグレート・ノーザン鉄道に対する連合を組むことにし、これは後に「ユーストン広場連合」(Euston Square Confederacy) として知られるようになった。
この連合では、旅客輸送を分担し、ミッドランド鉄道がグレート・ノーザン鉄道によって奪われた旅客を補うということで合意に達した。さらなる問題が1851年にロンドン万国博覧会と共に発生した。グレート・ノーザン鉄道がまさに開業して、ミッドランド鉄道のほとんどの輸送を奪っていったのである。ミッドランド鉄道は運賃値下げで対抗し、値下げ競争が繰り広げられて運賃はほとんどタダになるところまで下がってしまった。当時鉄道に責任を負う大臣であったグラッドストンは、ヨークシャーおよびリンカンシャーからの輸送に関して2つの会社で分担する枠組みを強要した。その後、ミッドランド鉄道が強大化し、さらにヒューイッシュとマンチェスター・シェフィールド・アンド・リンカンシャー鉄道の関係が悪化したため、この連合はほぼ終わりとなった。

## ロンドンへ
1850年時点では、ミッドランド鉄道はまだ地方的な鉄道であった。エリスは、競合者からの攻撃を回避するためには、ミッドランド鉄道はさらに拡大しなければならないと気づいていた。まず最初の段階として、1853年にジェームズ・オールポートを総支配人に任命し、次にラグビーからユーストン駅までロンドン・アンド・ノース・ウェスタン鉄道に依存していることから独立しようとした。
ヒッチンからキングス・クロス駅まで、グレート・ノーザン鉄道と共同で列車を走らせる法案は1847年に議会を通過していたが、この計画は進んでいなかった。この法案は、ロンドン・アンド・ノース・ウェスタン鉄道へ通じる支線が遅く信頼性に欠けるという問題を抱えていたベッドフォードの住民の支援と、ノーザンプトンシャーの鉄鉱山資源という情報を背景に1853年に再提起された。
新線はウィグストンからマーケット・ハーバラまで、デスバラ、ケッターリング、ウェリングバラ、ベッドフォードを経由してヒッチンでグレート・ノーザン鉄道に合流しキングス・クロス駅まで走った。
これによりラグビーを経由する路線への圧力をいくらか緩和することができたが、グレート・ノーザン鉄道はミッドランド鉄道の旅客列車がこの経路でロンドンへ運行することは許可しようとしなかった。グレート・ノーザン鉄道は、ミッドランド鉄道からの乗客はヒッチンで下車して、わずかな時間の間に乗車券を購入して、ロンドンまでの残りの区間をグレート・ノーザン鉄道の列車に乗るべきだと主張したのである。しかしオールポートは最終的に、年間2万ポンドを保証することでミッドランド鉄道の列車をキングス・クロス駅まで運行する、グレート・ノーザン鉄道との7年間の契約を何とか結ぶことができた。
1860年までにはミッドランド鉄道はよりよい状態となり、新しい事業により積極的に取り組むことができるようになった。石炭および鉄、そしてバートン・アポン・トレントから出荷されるビールの輸送は3倍に増加し、グレート・ノーザン鉄道と同様に旅客数も増加していた。グレート・ノーザン鉄道の路線上ではグレート・ノーザン鉄道自身の列車が優先権を持っていたため、ミッドランド鉄道の旅客列車は遅延する傾向にあった。最終的に1862年に、全国規模の鉄道にふさわしい独自のターミナル駅をロンドンに持つ新線を建設する決断が下された。
新線はベドフォードで分岐し、チルターン丘陵の谷をルートンで通過し、ハムステッド・ヒースを迂回してキングス・クロス駅とユーストン駅の間の地点でロンドンに到達した。
新しいセント・パンクラス駅は1868年に完成し、ジョージ・ギルバート・スコット 設計によるユーストン通りに面した巨大なホテルと、ウィリアム・バーロー設計による巨大な錬鉄製トレイン・シェッドを備えて、「ヴィクトリア朝ゴシック様式」の驚異的な建築として現存している。駅へ通じる路線は古い放棄されていた墓地を通過しなければならなかったので、建設は容易ではなかった。その下にはフリート川の地下河川が流れており、また本線から分岐した支線がその下に建設され、駅の下を急勾配で通り抜けて、今のユーストン通りとなっている場所と並行に走るメトロポリタン鉄道に接続するようになっていた。

## マンチェスターへ
1820年代から、ロンドンとイースト・ミッドランズを結ぶ鉄道は提案されており、クロムフォード・アンド・ハイ・ピーク鉄道を通じてマンチェスターへとつなぐことが検討されていた。しかしケーブル牽引による旅客列車の運行の実用性は常に疑問視されてきたために、この提案は実現することはなかった。
最終的にミッドランド鉄道は、ロンドン・アンド・バーミンガム鉄道と合流し、同社はアンバーゲートからの路線によりマンチェスターへ独自の路線を検討していた。この鉄道はマンチェスター・バクストン・マットロック・アンド・ミッドランズ・ジャンクション鉄道として知られ、シェフィールド・アシュトン＝アンダー＝リン・アンド・マンチェスター鉄道からの反対にもかかわらず、1846年に勅許を得た。マットロックの数マイル北にあるローズリーまで、1849年に開通した。しかし、ロンドン・アンド・バーミンガム鉄道は1846年にロンドン・アンド・ノース・ウェスタン鉄道に合併されたため、ミッドランド鉄道にとってはパートナーというよりはむしろライバルとなってしまった。
1863年にミッドランド鉄道はバクストンに到達した。ここはちょうど、ロンドン・アンド・ノース・ウェスタン鉄道がストックポート・ディズリー・アンド・ホエーリー・ブリッジ鉄道により他の方向から通じている場所であった。1867年にはミッドランド鉄道はアンバーゲート経由の線の問題を回避するため、現在エクルスボーン・バレー鉄道として知られているワークスワース経由の別の路線に着手した。ワークスワースからローズリーまでの路線は手の込んだ工事となったが、1871年にミッドランド鉄道が当初の路線を支配下におさめたため、完成することはなかった。しかしマンチェスターへは未だにバクストンで途切れていた。長い間、マンチェスター・シェフィールド・アンド・リンカンシャー鉄道との間の協定によりミラーズ・デールから分岐してほぼロンドン・アンド・ノース・ウェスタン鉄道に沿って建設された路線を共有することになっており、これはシェフィールド・アンド・ミッドランド鉄道会社委員会として知られていた。
ロンドン・アンド・ノース・ウェスタン鉄道との摩擦が続いたことから、ミッドランド鉄道はマンチェスター・シェフィールド・アンド・リンカンシャー鉄道と合流することになり、グレート・ノーザン鉄道もチェシャー線委員会に参加することになり、これによりランカシャーやチェシャーへ、そして最終的にマンチェスター中央駅へと拡大する見通しがでてきた。
その間に、シェフィールドはついに本線の駅を手にすることになった。1867年の議会での説明の後、ミッドランド鉄道は直通路線を2年以内に建設すると約束した。ミッドランド鉄道にとって驚くべきことに、シェフィールドの議員はシェフィールド・チェスターフィールド・ベイクウェル・アシュボーン・スタッフォード・アンド・ユートクシター鉄道 (Sheffield Chesterfield Bakewell Ashbourne Stafford and Uttoxeter Railway) という実現しそうもない投機的な会社の立場に立った。これは議会によって当然のように却下され、ミッドランド鉄道は自身の新線をポンド・ストリートの駅まで建設した。この駅は使用する人すべてに嫌われていたため、1905年に建てかえられて、現在のシェフィールド駅となった。
ミッドランド鉄道によって建設された主要路線の中で最後となったものが、シェフィールドとマンチェスター間の接続で、ドアからチンリーまでの1894年に完成した支線によって実現した。これにはトットリートンネルとカウバーントンネルの建設が行われることになった。この線は現在ではホープ・バレー線として知られる。

## 石炭を巡る競争
19世紀後半に南ウェールズで行われていた石炭や鉱物の採掘によりグレート・ウェスタン鉄道が大きく成長することは明らかに思われた。またロンドン・アンド・ノース・ウェスタン鉄道も多くの小さな鉄道路線を買収することによりこの地域へと鉄道が通じていた。ミッドランド鉄道もこれに続き、1867年にスウォンジー・ベール鉄道を、1886年にヒアフォード・ヘイ・アンド・ブレコン鉄道を買収した。こうした買収はヒアフォードからスウォンジーまでの旅客輸送という形でも生かされ、またグレート・ウェスタン鉄道のウースターとヒアフォード間の走行権と組み合わせて、グレート・ウェスタン鉄道に対抗するバーミンガムとスウォンジー間の直通列車も期待できることになった。ミッドランド鉄道の旅客・貨物列車はスウォンジー・ベールからブライナマンまでの支線でも運行した。
その間にイースト・ミッドランズでは、エリーウォッシュ・バレーに関する独占がグレート・ノーザン鉄道およびグレート・セントラル鉄道によって脅かされていた。1878年にはダービー・フライアゲート駅を経由してグレート・ノーザン鉄道のダービーシャー・アンド・スタッフォードシャー延長線が開通した。この路線は、トレント・バレーを経由するミッドランド鉄道の北側で炭田をまっすぐ突っ切っており、エギントンまでの延長によりバートン＝オン＝トレントへ通じて、利益の上がるビール輸送に関わることができた。
このためミッドランド鉄道は、アンバーゲートからパイ・ブリッジへ、ベイスフォードからベンナーリー・ジャンクションへ、ラドフォードからトローウェルまでの路線によりこれに応酬した。後に石灰岩の下での採掘が可能となると、マンスフィールド周辺にさらに多くの路線が建設された。

## スコットランドへ

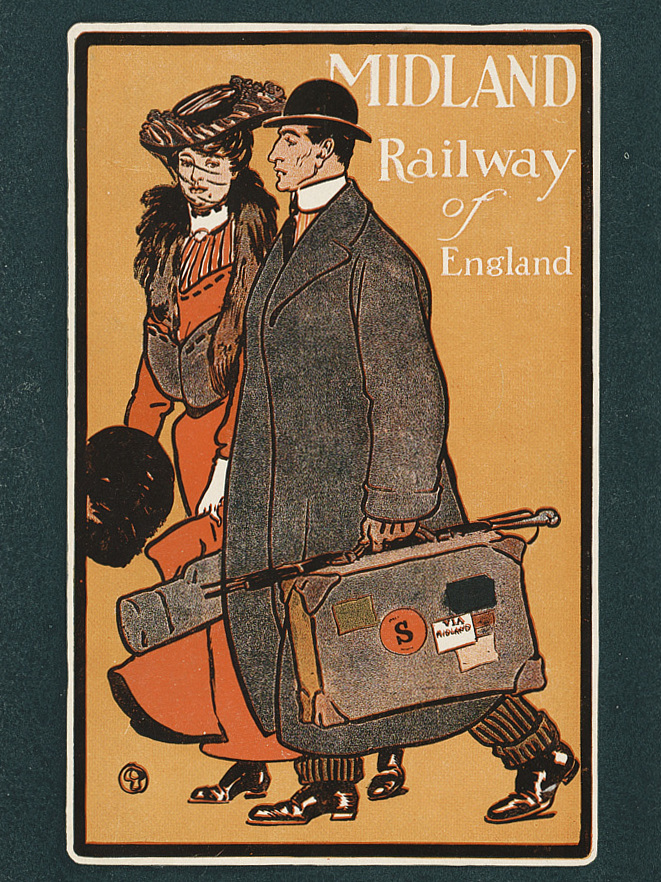

1870年代には、ロンドン・アンド・ノース・ウェスタン鉄道のスコットランドへの路線の使用権を巡って争いとなり、ミッドランド鉄道はスコットランドへの運行を確保するためにセトル-カーライル線を建設することになった。
セトル-カーライル線が完成する前に、ロンドン・アンド・ノース・ウェスタン鉄道との争いは解決されたが、議会はミッドランド鉄道がこのプロジェクトから撤退することを許さなかった。また、西海岸においてグラスゴーやエディンバラへの輸送を独占するカレドニアン鉄道と競争するために、ミッドランド鉄道からの路線がカーライルに到達することを熱望していたスコットランドの鉄道会社からの圧力にもさらされていた。グラスゴー・アンド・サウス・ウェスタン鉄道はカーライルからダムフリーズとキルマーノックを経由してグラスゴーへの路線を保有しており、またノース・ブリティッシュ鉄道はスコティッシュ・ボーダーズを通じてカーライルとエディンバラを結ぶウェイバリー線を建設していた。ミッドランド鉄道は新線の建設を推進しなければならなくなり、1876年にセトル-カーライル線が開通した。

## その後の歴史

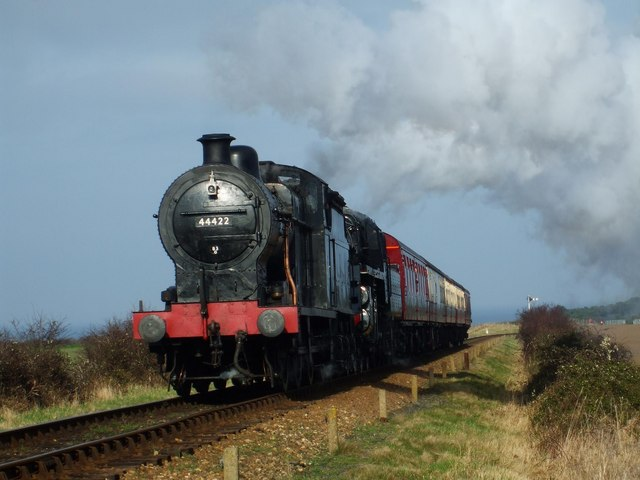
ノース・ノーフォーク鉄道の路線を走行するミッドランド鉄道の機関車、かつてはこの鉄道はミッドランド鉄道が一部出資する、ミッドランド・アンド・グレート・ノーザン・ジョイント鉄道の一部であった

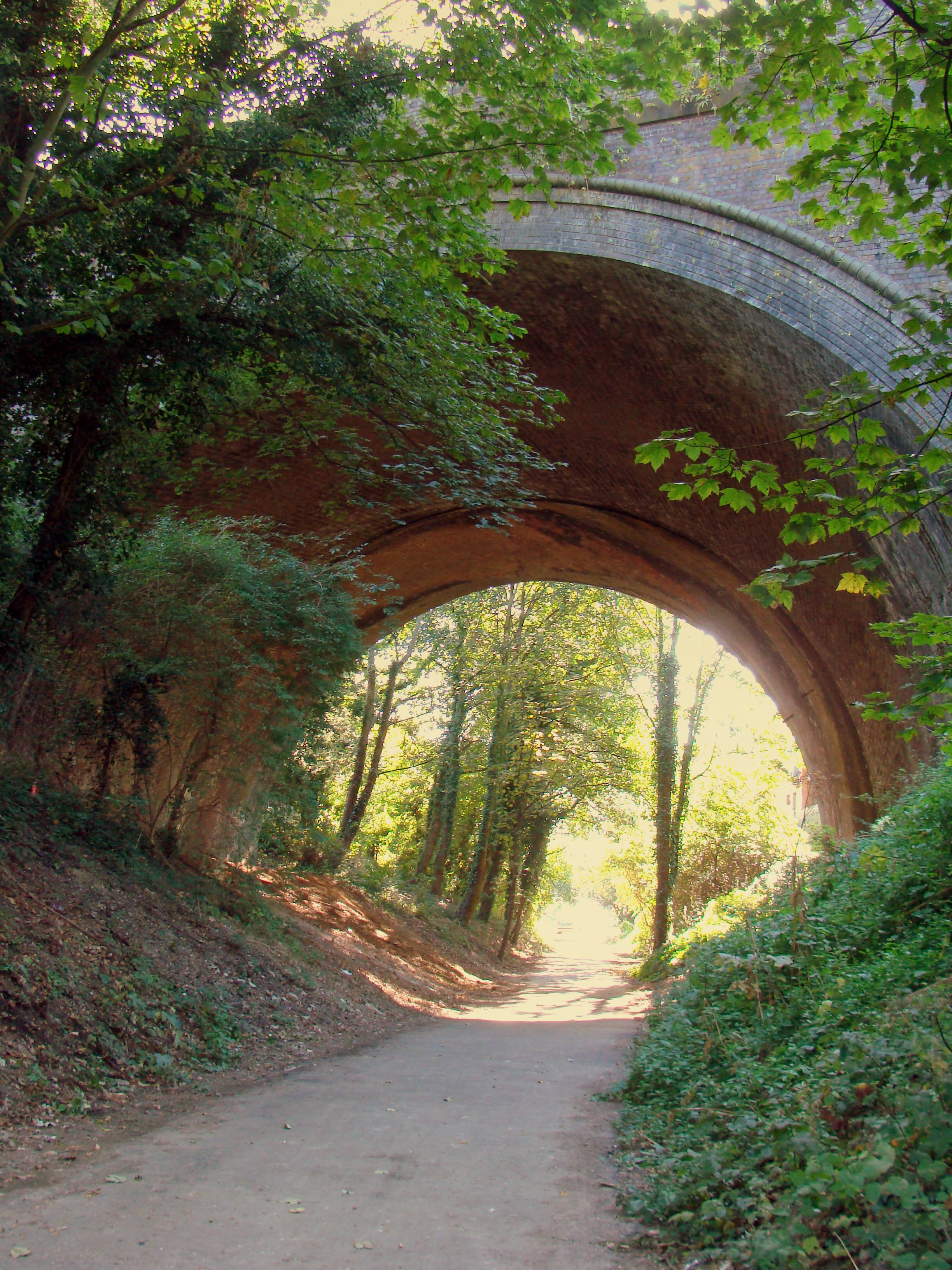
セント・オールバンズにある1868年開通の橋、1964年に廃止されたグレート・ノーザン鉄道の上をミッドランド鉄道が横断するものであった

1870年までには、ミッドランド鉄道は国をまたぐ鉄道網をかかえ、ロンドンやサウス・ウェストからの路線がダービーで交わり、ノース・ウェストやノース・イーストを経由してスコットランドへ旅行できるようになった。ロンドンからの路線はトレント・ジャンクションまで複々線となっていた。1879年にはこれに加えてコービー経由のメルトン線が開通し、これにより北部への列車がノッティンガムからオールド・ダルビーを経由するようになった。
1870年代半ば頃には投資は償還され、新しい快適な列車により旅客輸送は増加しつつあり、また収益の柱である貨物輸送、特に鉱物資源の輸送は劇的に増加していた。
オールポートは1880年に引退し、ジョン・ノーブル (John Noble) が引き継ぎ、さらにその次をジョージ・ターナー (George Turner) が引き継いだ。20世紀に入る頃には、貨物輸送の量、特に石炭については、鉄道網の輸送能力を溢れかえらせるほどになっていた。ミッドランド鉄道の旅客列車は遅いというのが定評となり、ロード・ファーラー (Lord Farrar) が少なくとも急行列車に対しては再編処置を行ったが、1905年には鉄道網は完全に容量の限界に達し、誰も列車が目的地に何時に着くか予想することはできなくなり、中にはその勤務時間中ずっと信号待ちで過ごすような乗務員もいるほどになった。
こうした時点でガイ・グラネットが総支配人を引き継いだ。彼は列車集中制御装置を導入し、また後にイギリス国鉄がモデルとした機関車の出力分類を導入した。
ミッドランド鉄道は多くの路線を買収しており、たとえば1903年にベルファスト・アンド・ノーザン・カウンティーズ鉄道を、1912年にはロンドン・ティルベリー・アンド・サウスエンド鉄道を買収している。ミッドランド鉄道はいくつかの路線について走行権を保有しており、また他の鉄道と共同で新線の建設を行い、そうした「連合鉄道」に多く関わっていた。グレート・ノーザン鉄道との共同により、ミッドランド鉄道のイースゴト・アングリアへのアクセスのためにミッドランド・アンド・グレート・ノーザン・ジョイント鉄道を保有しており、この会社はイギリスで最大の連合鉄道であった。ミッドランド鉄道はまたサマーセット・アンド・ドーセット・ジョイント鉄道へ機関車を提供しており、チェシャー線委員会の3分の1の出資者でもあった。

## 船舶
ミッドランド鉄道はヘイシャムからダグラスやベルファストへ多くの船を運航していた。
| 船                                                     | 就役   | 総トン | 備考 |
| ------------------------------------------------------ | ------ | ------ | --- |
| アントリム (Antrim)                                    | 1904年 | 2,100  | 1928年にIsle of Man Steam Packet Companyに売却された。1936年11月にプレストンで解体。 |
| シティ・オブ・ベルファスト (City of Belfast)           | 1893年 | 1,055  | バーロー汽船から1907年に購入。1926年にギリシャに売却され、Nicolaos Togiasと改名された。1933年にKephallinaと改名された。1941年8月13日にエジプト沿岸で沈没。 |
| ドニゴール (Donegal)                                   | 1904年 | 1,997  | 第一次世界大戦中徴発され病院船として使用された。1917年4月17日に雷撃され沈没した。 |
| ダッチェス・オブ・デボンシャー (Duchess of Devonshire) | 1897年 | 1,265  | 1928年にジブラルタルのブランド・ラインに売却され、Gibel Dersaと改名された。1949年にスペインのマラガで解体された。 |
| ロンドンデリー (Londonderry)                           | 1904年 | 2,086  | 1927年にAngleterre-Lorraine-Alsaceに売却され、Flamandと改名された。ドイツのアルテンヴェルダーで1937年に解体された。 |
| マンクスマン                                           | 1904年 | 2,174  | 1914年にイギリス海軍に徴発され、水上機母艦に改造された。1919年にミッドランド鉄道に返却され、Isle of Man Steam Packet Companyに1920年に売却された。1941年に再徴発され、カドゥケウスとなった。1945年に戦時運輸省に移管された。1949年８月にプレストンにおいて解体された。 |
| ワイバーン (Wyvern)                                    | 1905年 | 232    | タグボートとして建造され、ヘイシャムとフリートウッドの間を結ぶ遊覧船として第二次世界大戦まで使用された。1960年に解体された。 |

## グループ化
1914年にイギリス国内のすべての鉄道網は鉄道運営委員会 (Railway Executive Committee) の管理下に置かれ、1913年における収入を基本に支払が行われた。娯楽目的の輸送はすべて取り消された。鉄道網をあふれさせていた弾薬・兵員輸送の列車を優先するために、旅客輸送とアイリッシュ海を横断する汽船の運航は制限された。戦争終結時点では、混雑しすぎている列車が戦前の半分の列車キロしか運行されていなかった。酷使されていた機関車は戦前水準の保守を受けておらず、また一方で戦場に送られた鉄道員の多くは帰ってこなかった。
ミッドランド鉄道は、1921年鉄道法を政府が制定した時点でこの状況から回復していなかった。この法律では、長く競合してきたロンドン・アンド・ノース・ウェスタン鉄道と合併することになり、これにランカシャー・アンド・ヨークシャー鉄道、カレドニアン鉄道、グラスゴー・アンド・サウス・ウェスタン鉄道、ファーネス鉄道、ノース・スタッフォードシャー鉄道なども加わって、1923年1月1日にロンドン・ミッドランド・アンド・スコティッシュ鉄道となった。